# Roman Zwiercan

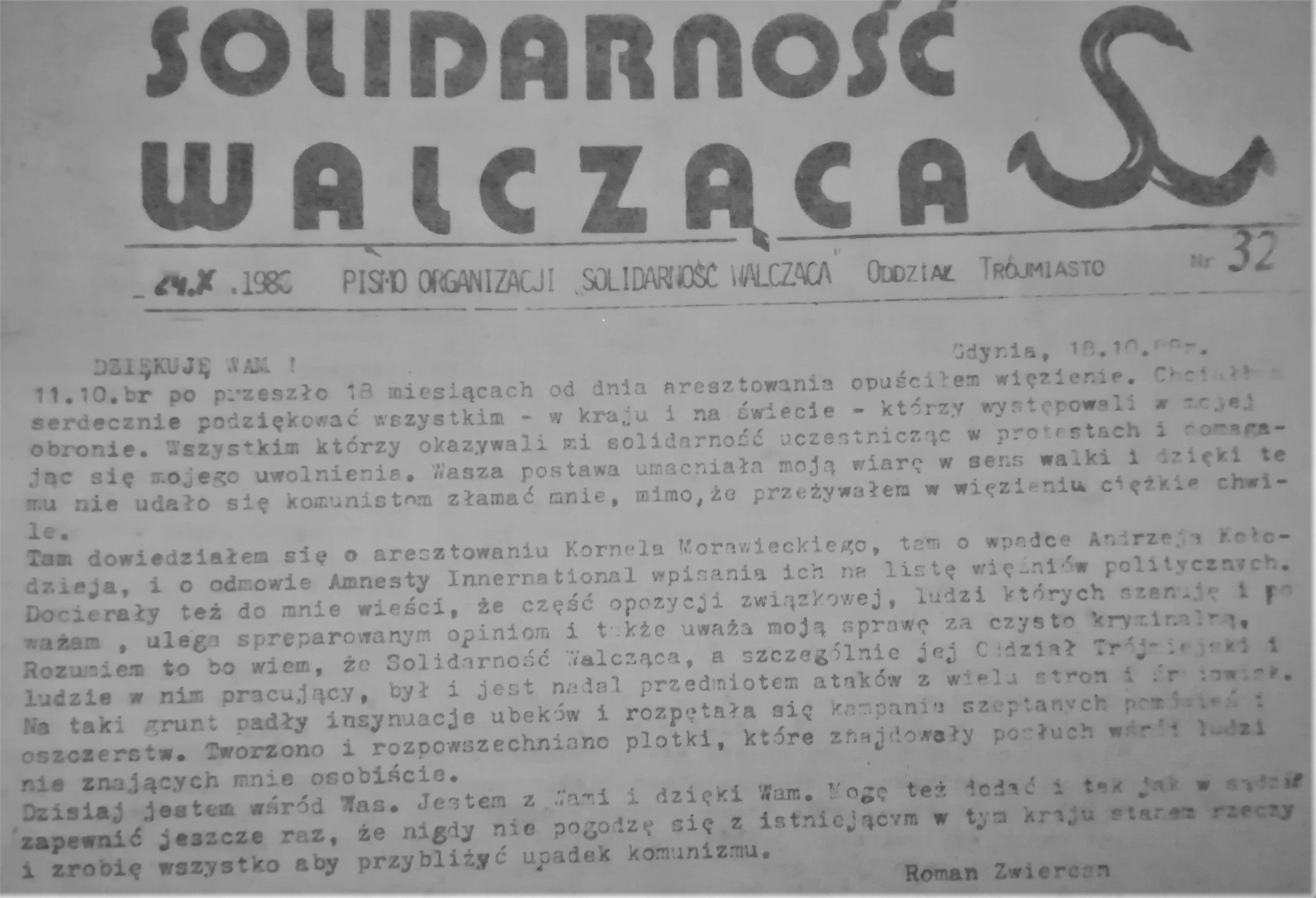
Podziękowanie obrońcom Romana Zwiercana z 1988

Roman Andrzej Zwiercan (ur. 28 sierpnia 1962 w Gdańsku, zm. 21 września 2024) – polski działacz społeczny, publicysta, członek Solidarności oraz Solidarności Walczącej.

## Życiorys
Dwukrotnie, w 1982 i 1983 aresztowany i skazany za próbę nielegalnego przekroczenia granicy, przez Sąd Garnizonowy w Krakowie i Sąd Marynarki Wojennej w Gdyni. W 1984 zaangażował się w działalność Solidarności Walczącej. Za organizację strajku na wydziale szkoleniowym Stoczni im. Komuny Paryskiej, zwolniony dyscyplinarnie. W proteście podjął, wraz z kolegą, głodówkę na kominie stoczniowej elektrociepłowni. Przywrócony do pracy, po południu zatrzymany na 48 godzin przez Służbę Bezpieczeństwa, i po upływie tego terminu przekazany wbrew swojej woli do szpitala psychiatrycznego, co uspokoiło zaniepokojonych aresztowaniem stoczniowców.
Zwolniony po miesiącu, po podjęciu głodówki, tego samego dnia pobity przez „nieznanych sprawców” (3 miesiące w gipsie – trwałe uszkodzenie wiązadła kolana) przed komisariatem milicji w Gdyni Obłużu.
W 1984 współzałożyciel Solidarności Walczącej Oddział Trójmiasto, członek Komitetu Wykonawczego SW. W 1986 zorganizował wraz z Edwardem Frankiewiczem grupę Solidarności Walczącej w Stoczni im. Komuny Paryskiej w Gdyni, która przeprowadziła kilka akcji o charakterze sabotażowym. Np. podczas zebrań aktywu PZPR odcinano dopływ prądu, blokowano drzwi, wrzucano świece dymne itp. Zwiercan przygotowywał m.in. pochodnie na manifestacje pod pomnikiem Jana III Sobieskiego w Gdańsku, a także petardy i świece dymne oraz kolce do zablokowania kolumny ZOMO.
Przygotował plany uwolnienia Bogdana Borusewicza z aresztu śledczego w Gdańsku oraz był wykonawcą, w uzgodnieniu z Andrzejem Kołodziejem ostrzegawczej, nocnej detonacji materiałów wybuchowych pod budynkiem Komitetu Miejskiego PZPR w Gdyni.
Organizował poligrafię SW Trójmiasto. Drukował m.in. gazetki: „SW oddział Trójmiasto”, „SW Stoczni im Komuny Paryskiej, „Trzecia brama”, „Poza Układem”, „Tarcza”, „Gryps”.
Aresztowany w marcu 1987, zwolniony w październiku 1988, objął funkcję szefa Oddziału oraz wszedł do Komitetu Wykonawczego SW. Współorganizował i kierował wydawnictwem SW „Petit” (trzon drukarni stanowili Jacek Parzych, Jerzy Kanikuła, później Piotr Komorowski) które wydało kilkanaście tytułów książek drugiego obiegu, m.in. 500 nr „Kultury Paryskiej”, „NSZ”, „Akwarium”, „I powraca wiatr”, „Kondotierzy”.
Był inicjatorem i wykonawcą wymiany tabliczek z nazwą ul. Rokossowskiego w Gdyni na ul. Janka Wiśniewskiego – tabliczki wykonane zostały w stoczni na wzór oryginalnych. Poszukiwany listem gończym przez SB do kwietnia 1991. Ujawnił się wraz z Jadwigą Chmielowską i Kornelem Morawieckim na kongresie założycielskim Partii Wolności, który był jednocześnie oficjalnym zakończeniem działalności Solidarności Walczącej.
Po 1991 wycofał się z aktywności społecznej. Zamieszkał na Kaszubach. Zajmował się badaniami historycznymi. Pracował w prywatnej firmie. Od 2003 był wiceprezesem Kaszubskiej Fundacji „Podaruj dzieciom nowe życie”, a od 2010 wiceprezesem Fundacji Pomorska Inicjatywa Historyczna.
W 2017 wojewoda Dariusz Drelich powołał go w skład Pomorskiej Wojewódzkiej Rady Konsultacyjnej ds. Działaczy Opozycji Antykomunistycznej oraz Osób Represjonowanych z Powodów Politycznych, w której zasiadał do 2024.
W 2022 poinformował o zdiagnozowaniu u niego nowotworu gardła środkowego. Zmarł 21 września 2024.
Został pochowany na Cmentarzu Marynarki Wojennej w Gdyni. 

## Życie prywatne
Był mężem Małgorzaty Zwiercan, posłanki na Sejm VIII kadencji.

## Ordery i odznaczenia
- Krzyż Komandorski Orderu Odrodzenia Polski (2021)[19].
- W 2010 za działalność w strukturach SW uhonorowany Krzyżem Solidarności Walczącej[20].
- Postanowieniem z 14 lutego 2012 został odznaczony Krzyżem Wolności i Solidarności[21].
- Odznaka honorowa „Zasłużony dla Kultury Polskiej” (2016)[22]
- Medal „Pro Patria” (2019)[23]
- Medal 100-lecia Odzyskania Niepodległości (2019)[24]
- Odznaka honorowa „Działacza opozycji antykomunistycznej lub osoby represjonowanej z powodów politycznych” (2017) Legitymacja nr 2299 z 14-03-2017

## Publikacje
- Andrzej Kołodziej, Roman Zwiercan, ...o godność i wolność. Po prostu... Solidarność Walcząca w Trójmieście w latach 1982 – 1990. Wydanie pierwsze. Wyd. Magnes, Kościerzyna 2010, ISBN 978-83-62118-00-7
- Andrzej Kołodziej, Roman Zwiercan, ...o godność i wolność. Po prostu... Solidarność Walcząca w Trójmieście w latach 1982 – 1990. Wydanie drugie, uzupełnione. Wyd. Fundacja Pomorska Inicjatywa Historyczna, Kościerzyna 2010, ISBN 978-83-62471-00-3
- Andrzej Kołodziej, Roman Zwiercan, Solidarność Walcząca oddział Trójmiasto 1982 – 1990. Wydanie pierwsze. Wyd. Fundacja Pomorska Inicjatywa Historyczna, Gdynia 2012, ISBN 978-83-62631-01-8
- Andrzej Kołodziej, Roman Zwiercan, Solidarność Walcząca oddział Trójmiasto 1982 – 1990. Wydanie drugie. Wyd. Fundacja Pomorska Inicjatywa Historyczna, Gdynia 2017, ISBN 978-83-62631-13-1,
- Danuta Sadowska, Roman Zwiercan, Andrzej Kołodziej, Ludzie Sierpnia 80 w Gdyni, Tom 1. Wyd. Fundacja Pomorska Inicjatywa Historyczna, Gdynia 2012 ISBN 978-83-62631-04-9
- Danuta Sadowska, Roman Zwiercan, Andrzej Kołodziej, Michał Guć, Ludzie Sierpnia 80 w Gdyni, Tom 2. Wyd. Fundacja Pomorska Inicjatywa Historyczna, Gdynia 2013, ISBN 978-83-62631-05-6
- Danuta Sadowska, Roman Zwiercan, Andrzej Kołodziej, Ludzie Sierpnia 80 w Gdyni, Tom 3. Wyd. Fundacja Pomorska Inicjatywa Historyczna, Gdynia 2014, ISBN 978-83-62631-08-7
- Danuta Sadowska, Roman Zwiercan, Andrzej Kołodziej, Ludzie Sierpnia 80 w Gdyni, Tom 4. Wyd. Fundacja Pomorska Inicjatywa Historyczna, Gdynia 2015, ISBN 978-83-62631-10-0
- Danuta Sadowska, Roman Zwiercan, Andrzej Kołodziej, Ludzie Sierpnia 80 w Gdyni, Tom 5. Wyd. Fundacja Pomorska Inicjatywa Historyczna, Gdynia 2016, ISBN 978-83-62631-12-4
- Roman Zwiercan, Antologia Prasy Solidarności Walczącej w Trójmieście, Wydanie 1, Wydanie wspólne Fundacja Pomorska Inicjatywa Historyczna, ISBN 978-83-62631-12-4 i Instytut Pamięci Narodowej, ISBN 978-83-8098-136-2, Gdynia – Warszawa 2017,
- Andrzej Michalak, Roman Zwiercan, Wytrwali do końca Wydanie 1, Fundacja Pomorska Inicjatywa Historyczna, Gdynia 2019, ISBN 978-83-62631-15-5